# Thanh Long, Văn Lãng
Thanh Long là một xã thuộc huyện Văn Lãng, tỉnh Lạng Sơn, Việt Nam.
Xã Thanh Long có diện tích 38,81 km², dân số năm 1999 là 3.012 người, mật độ dân số đạt 78 người/km².
Theo thống kê năm 2019, xã Thanh Long có diện tích 38,81 km², dân số là 2.806 người, mật độ dân số đạt 72 người/km².